# Araknofobi (film)
Araknofobi er en amerikansk film fra 1990 af Frank Marshall.

## Medvirkende
- Jeff Daniels som Dr. Ross Jennings
- Harley Jane Kozak som Molly Jennings
- John Goodman som Delbert McClintock
- Julian Sands som Dr. James Atherton
- Brian McNamara som Chris Collins
- James Handy som Milt Briggs
- Peter Jason som Henry Beechwood